# Matths Falk (matematiker)
Matths Falk, född 19 september 1841 i Eskilstuna, död 5 mars 1926 i Uppsala, var en svensk universitetslärare och matematiker. Han var bror till Svante Falk och farbror till Per Falk.
Falk blev student vid Uppsala universitet 1861, filosofie doktor 1869, docent i matematik samma år, lektor i matematik och fysik vid högre elementarläroverket i Skara 1876 och i Uppsala 1877. Efter att flera terminer ha förestått extra ordinarie professuren i matematik vid Uppsala universitet och åtskilliga gånger ha förordnats att uppehålla professorns i mekanik examensskyldighet utnämndes han 1890 till professor i matematik. Efter uppnådd pensionsålder avgick han 1906. 
Falks arbeten sträckte sig över många och olikartade områden av matematiken. Även om han inte publicerade nya forskningsrön av större betydelse, så vittnade dock hans avhandlingar om vidsträckta kunskaper och utmärkt framställningsförmåga. Hans många matematiska avhandlingar publicerades till största delen i Uppsala universitets Årsskrift, i Nova acta Regiae Societatis Scientiarum Upsaliensis, i Tidskrift för matematik och fysik, av vars redaktion han var medlem 1874, samt i Acta mathematica, ävensom i danska, tyska, franska och engelska tidskrifter. Dessutom utgav han Lärobok i determinantsteoriens första grunder (1876) och Lärobok i plan analytisk geometri (1886). 
Falk invaldes 1876 som hedersledamot i Södermanlands-Nerikes nation. Han var ledamot av Vetenskapssocieteten i Uppsala (invald 1878) och Vetenskapsakademien (1886). Falk blev riddare av Nordstjärneorden 1898.
Matths Falk är begravd på Uppsala gamla kyrkogård.